# ケレンフェルド駅 (ブダペスト地下鉄)
座標: 北緯47度27分52秒 東経19度01分07秒 / 北緯47.46444度 東経19.01861度
ケレンフェルド駅（洪：Kelenföld vasútállomás）とはハンガリーブダペスト市に位置する4号線の駅で、ハンガリー国鉄ケレンフェルド駅との乗換駅である。

## 駅構造
- 島式ホーム1面2線を有す地下駅。
- 深さ16.4m地点に存在する。

## 駅周辺
- ハンガリー国鉄ケレンフェルド駅

## 歴史
- 2014年3月28日 - 4号線開業。

## 隣の駅
ブダペスト地下鉄
■4号線
ケレンフェルド駅 - ビカーシュ公園駅